# Goblins Be Thine
Goblins Be Thine är det amerikanska death metal-bandet Necrophagias tredje EP, släppt 2004 av skivbolaget Red Stream, Inc.. Låttexterna skildrar bland annat döden, sorg och livet efter döden.

## Låtförteckning
| Nr           | Titel                                          | Längd |
| ------------ | ---------------------------------------------- | ----- |
| 1.           | "Young Burial"                                 | 3:34  |
| 2.           | "To Sleep with the Dead"                       | 4:29  |
| 3.           | "The Fog"                                      | 11:57 |
| 4.           | "Sadako's Curse"                               | 4:30  |
| 5.           | "Goblins Be Thine"                             | 4:16  |
| 6.           | "Untitled" (Harvest Ritual excerpt, dolt spår) | 3:06  |
| Total längd: | Total längd:                                   | 31:52 |

## Musiker
- Killjoy (Frank Pucci) – sång
- Frediablo (Fred Prytz) – gitarr
- Iscariah (Stian Smørholm) – basgitarr
- Titta Tani – trummor
- Fug (Knut Vegar Prytz) – gitarr
- Mirai Kawashima – keyboard